# 总警监

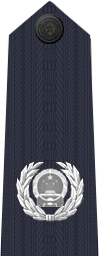
总警监警衔肩章

总警监是中华人民共和国人民警察警衔系统的最高等级，由国务院总理授予正部级人民警察，现行制式衬衣为白色，标志为橄榄枝环绕一周的中华人民共和国国徽图案。自陶驷驹以来，历任公安部部长、国家安全部部长都会被授予总警监警衔。

## 名单
1. 陶驷驹：1992年9月授予，时任公安部部长
2. 顾林昉：1992年9月授予，时任中央政法委秘书长、公安部常务副部长（正部长级）
3. 贾春旺：1992年9月授予，时任国家安全部部长
4. 许永跃：1998年3月授予，时任国家安全部部长
5. 周永康：2002年12月授予，时任中央政治局委员、中央政法委副书记、公安部部长。2014年12月因严重违纪违法被开除党籍
6. 孟建柱：2007年10月授予，时任公安部部长
7. 耿惠昌：2008年晋升，时任国家安全部部长
8. 郭声琨：2012年12月授予，时任公安部部长
9. 陈文清，2016年11月授予，时任国家安全部部长
10. 赵克志：2017年11月授予，时任公安部部长[1][2]
11. 王小洪：2022年6月授予，时任公安部部长
12. 陈一新：2022年10月授予，时任国家安全部部长